# Ángel Franco Martínez
Ángel Franco Martínez (Murcia, 1938. október 31. – 2024. február 3.) spanyol nemzetközi labdarúgó-játékvezető.

## Pályafutása

### Nemzeti játékvezetés
A küldési gyakorlat szerint rendszeres partbírói tevékenységet is végzett. Az I. Liga játékvezetőjeként 1985-ben vonult vissza. Első ligás mérkőzéseinek száma: 184. Vezetett kupadöntők száma: 1.
Király Kupa
A Spanyol Labdarúgó-szövetség JB szakmai munkájának elismeréseként felkérte a döntő találkozó szolgálatára.
| Időpont       | Helyszín                          | Mérkőzés típusa | Mérkőzés                     | Eredmény | Nézők száma |
| ------------- | --------------------------------- | --------------- | ---------------------------- | -------- | ----------- |
| 1984. május 5 | Santiago Bernabéu stadion, Madrid | döntő           | Athletic Bilbao–FC Barcelona | 1 : 0    | 100 000     |

### Nemzetközi játékvezetés
A Spanyol labdarúgó-szövetség Játékvezető Bizottsága (JB) terjesztette fel nemzetközi játékvezetőnek, a Nemzetközi Labdarúgó-szövetség (FIFA) 1970-től tartotta nyilván bírói keretében. A FIFA JB központi nyelvei közül a spanyolt beszéli. Több válogatott és nemzetközi klubmérkőzést vezetett, vagy működő társának partbíróként segített. A spanyol nemzetközi játékvezetők rangsorában, a világbajnokság-Európa-bajnokság sorrendjében a 10. helyet foglalja el 8 találkozó szolgálatával. Az aktív nemzetközi játékvezetéstől 1985-ben vonult vissza. Válogatott mérkőzéseinek száma: 9.
U20-as labdarúgó-világbajnokság
Tunéziában rendezték az első, az 1977-es ifjúsági labdarúgó-világbajnokságot , ahol a FIFA bírói feladatokkal bízta meg.
1977-es ifjúsági labdarúgó-világbajnokság
| Időpont          | Helyszín                 | Mérkőzés típusa        | Mérkőzés         | Eredmény |
| ---------------- | ------------------------ | ---------------------- | ---------------- | -------- |
| 1977. június 28. | Városi Stadion, Szfaksz  | selejtező (D. csoport) | Szovjetunió–Irak | 3 : 1    |
| 1977. július 4.  | Városi Stadion, Szfaksz  | selejtező (D. csoport) | Paraguay–Irak    | 4 : 0    |
| 1977. július 6.  | El Menzah Stadion, Rades | egyik elődöntő         | Mexikó–Brazília  | 1 : 1    |

A világbajnoki döntőhöz vezető úton Argentínába a XI., az 1978-as labdarúgó-világbajnokságra a FIFA JB játékvezetőként alkalmazta. Selejtező mérkőzéseket az UEFA és az AFC zónában vezetett. A FIFA JB elvárása szerint, ha nem vezetett, akkor partbíróként tevékenykedett. Egy csoportmérkőzésen 2. számú besorolást kapott. Világbajnokságon vezetett mérkőzéseinek száma: 2 + 1 (partbíró).
1978-as labdarúgó-világbajnokság
Selejtező mérkőzés
| Időpont            | Helyszín                   | Mérkőzés típusa                   | Mérkőzés                 | Eredmény | Nézők száma |
| ------------------ | -------------------------- | --------------------------------- | ------------------------ | -------- | ----------- |
| 1976. november 13. | De Kuip Stadion, Rotterdam | előselejtező (7. csoport)         | Hollandia–Észak-Írország | 2 : 2    | 56 000      |
| 1977. október 2.   | Központi Stadion, Hongkong | Ázsia(AFC)/Óceánia(OFC) zónadöntő | Hongkong–Kuvait          | 1 : 3    |             |

Világbajnoki mérkőzés
| Időpont          | Helyszín                             | Mérkőzés típusa              | Mérkőzés              | Eredmény | Nézők száma |
| ---------------- | ------------------------------------ | ---------------------------- | --------------------- | -------- | ----------- |
| 1978. június 6.  | Gigante de Arroyito Stadion, Rosario | csoportmérkőzés (B. csoport) | Lengyelország–Tunézia | 1 : 0    | 15 000      |
| 1978. június 21. | Monumental Stadion, Buenos Aires     | csoportmérkőzés (A. csoport) | Olaszország–Hollandia | 1 : 2    | 68 000      |

Labdarúgó-Európa-bajnokság
Az európai-labdarúgó torna döntőjéhez vezető úton Jugoszláviába az V., az 1976-os labdarúgó-Európa-bajnokságra és Olaszországba a VI., az 1980-as labdarúgó-Európa-bajnokságra az UEFA JB játékvezetőként foglalkoztatta.
1976-os labdarúgó-Európa-bajnokság
Selejtező mérkőzés
| Időpont           | Helyszín                       | Mérkőzés típusa           | Mérkőzés             | Eredmény | Nézők száma |
| ----------------- | ------------------------------ | ------------------------- | -------------------- | -------- | ----------- |
| 1975. október 29. | Dalymount Park Stadion, Dublin | előselejtező (6. csoport) | Írország–Törökország | 4 : 0    | 25 000      |

1980-as labdarúgó-Európa-bajnokság
Selejtező mérkőzés
| Időpont           | Helyszín                         | Mérkőzés típusa           | Mérkőzés                 | Eredmény | Nézők száma |
| ----------------- | -------------------------------- | ------------------------- | ------------------------ | -------- | ----------- |
| 1978. október 11. | Idrætsparken Stadion, Koppenhága | előselejtező (1. csoport) | Dánia–Bulgária           | 2 : 2    | 15 800      |
| 1979. március 28. | Astrid Park Stadion, Brüsszel    | előselejtező (2. csoport) | Belgium–Ausztria         | 1 : 1    | 6 264       |
| 1979. június 7.   | Råsunda Stadion, Stockholm       | előselejtező (5. csoport) | Svédország–Franciaország | 1 : 3    | 14 395      |

## Sportvezetőként
Asz aktív nemzetközi pályafutását befejezve a FIFA JB koordinátora, oktató és ellenőr volt.